# Brachirus aspilos
Brachirus aspilos és un peix teleosti de la família dels soleids i de l'ordre dels pleuronectiformes que es troba a les costes de les Filipines, Tailàndia, Indonèsia, Singapur i Papua Nova Guinea.